# Centrarthra griseola
Centrarthra griseola là một loài bướm đêm trong họ Noctuidae.